# Sergenten
Sergenten er en amerikansk stumfilm fra 1910.

## Medvirkende
- Robart Bosworth som Robert Adams
- Iva Shepard som Westley
- Tom Santschi
- Frank Clark
- Art Acord